# Alain Vernis
Pour les articles homonymes, voir Vernis.
Pas d'image ? Cliquez ici

a Compétitions nationales et continentales officielles uniquement.

André Vernis dit Alain Vernis, né le 20 août 1919 à Bayonne (Pyrénées-Atlantiques) et mort le 16 juin 2007 à Orange (Vaucluse), est un joueur de rugby à XV et de rugby à XIII, évoluant au poste d'ailier ou de centre.
Il naît et grandit sur Bayonne, il découvre le rugby à XV au sein du club de l'Aviron bayonnais. Grand espoir du rugby à XV, il change de code de rugby en 1938 pour signer au R.C. Roanne et évolue aux côtés de Jean Dauger et Max Rousié. Lorsque la Seconde Guerre mondiale débute, il revient en 1939 au club de Côte basque puis à la suite de l'interdiction du rugby à XIII en France durant la Seconde Guerre mondiale, il joue pour les clubs quinzistes de l'A.S. Roanne et l'U.S. Tours.
Il revient au rugby à XIII lors de sa réapparition au club du R.C. Roanne puis rejoint le S.O. Avignon.

## Palmarès
- Collectif :
  - Vainqueur du Championnat de France : 1939 et 1948 (Roanne).